# Fahmi Fahmi
Fahmi Fahmi (* 20. September 1974 in Bogor), häufig auch nur als Fahmi zitiert, ist ein indonesischer Ichthyologe und Meeresbiologe.

## Leben
Fahmi wurde im Jahr 2000 Meeresbiologe im Forschungszentrum für Ozeanographie am Indonesian Institute of Sciences (LIPI, Lembaga Ilmu Pengetahuan Indonesia) in Jakarta, wo er sich ab 2007 den Plattenkiemer-Studien widmete. 2005 graduierte er unter der Leitung von Ian Tibbetts zum Master of Philosophy an der University of Queensland. 2021 wurde er unter der Leitung von Michael B. Bennett und Chris Dudgeon an derselben Universität mit der Dissertation Biology and Population Structure of the Brown-banded Bamboo Shark Chiloscyllium punctatum zum Ph.D. promoviert. Im selben Jahr wurde er leitender Wissenschaftler bei der National Research and Innovation Agency (BRIN, Badan Riset dan Inovasi Nasional) in Jakarta. 
Fahmis Forschungsschwerpunkte sind die Taxonomie, Biologie, Ökologie, Fischerei und Erhaltung von Plattenkiemern, insbesondere Rochen. Im November und Dezember 2010 war er Mitglied bei der Natuna-Expedition zu den Tambelaninseln zur Erforschung des Rückgangs der Fischbestände. 2006 war er Co-Autor bei der Schrift Economically Important Sharks and Rays of Indonesia (mit Peter R. Last und William Toby White). 2010 wirkte er neben Last, White und Gavin J. P. Naylor am Werk Sharks and Rays of Borneo mit. 2013 war er als Co-Autor am Field Guide to Look-alike Sharks and Rays Species of the Southeast Asian Region beteiligt.
Fahmi ist seit Ende 2007 Mitglied der IUCN SSC Shark Specialist Group (SSG), wo er als regionaler Vizevorsitzender für Asien fungiert.
Fahmis Aufsätze erschienen in verschiedenen Peer-Reviewed-Fachzeitschriften, darunter dem Journal of Ichthyology, Marine and Freshwater Research, Zootaxa und Cybium.

## Erstbeschreibungen von Fahmi Fahmi
- Akheilos White, Fahmi & Weigmann, 2019
- Akheilos suwartanai White, Fahmi & Weigmann, 2019
- Atelomycterus erdmanni Fahmi & White, 2015
- Chimaera supapae Ebert, Krajangdara, Fahmi & Kemper, 2024
- Okamejei cairae Last, Fahmi & Ishihara, 2010
- Parmaturus nigripalatum Fahmi & Ebert, 2018
- Parupeneus inayatae Uiblein & Fahmi, 2018
- Pastinachus stellurostris Last, Fahmi & Naylor, 2010
- Rhinobatos jimbaranensis Last, White & Fahmi, 2006
- Rhinobatos penggali Last, White & Fahmi, 2006